# Təzəkənd (Kəngərli)
Təzəkənd è un comune dell'Azerbaigian situato nel distretto di Kəngərli.